# Połonina

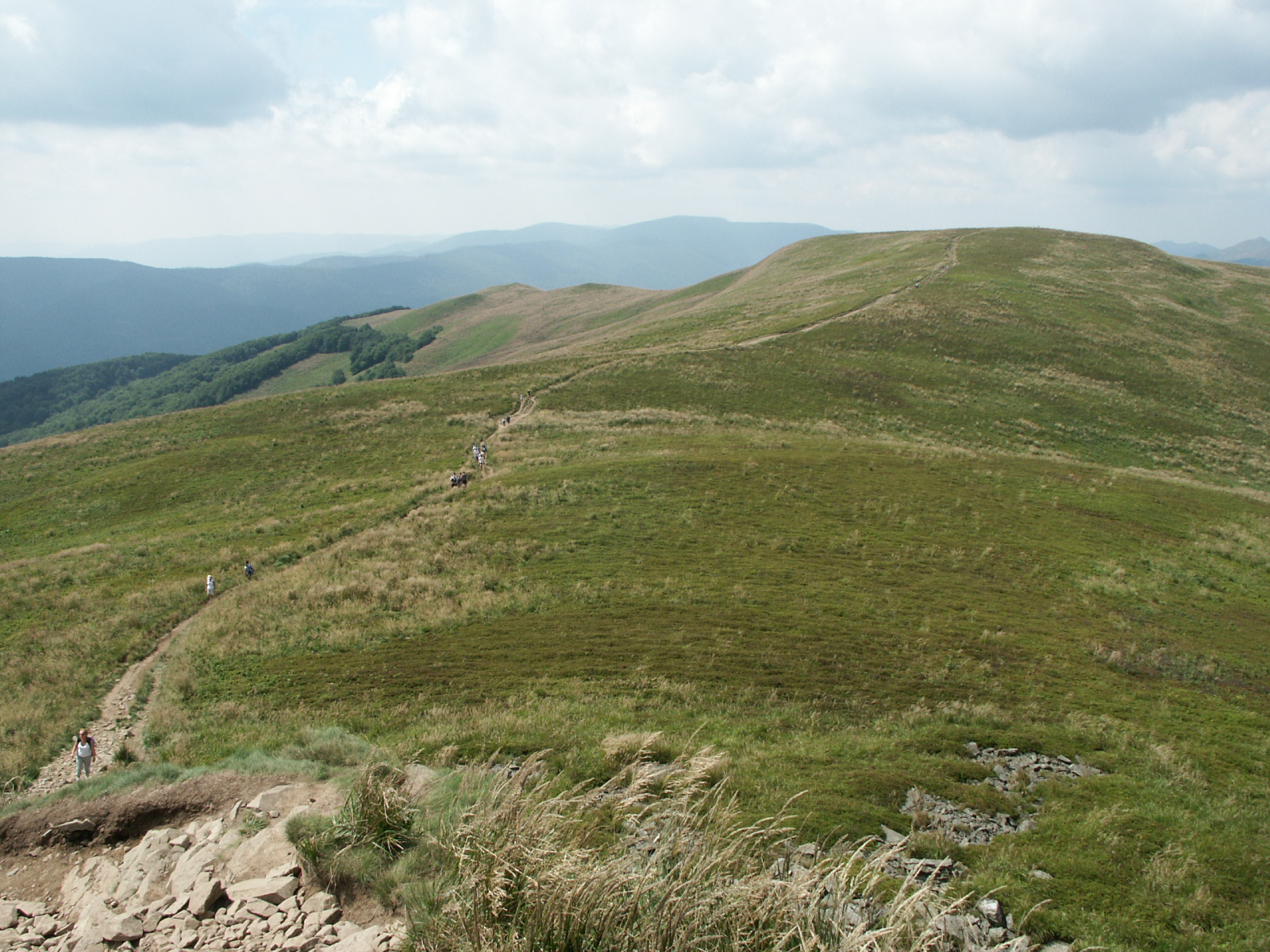
Połonina Szerokiego Wierchu, Bieszczady

Połonina – lokalna nazwa zbiorowisk muraw alpejskich i subalpejskich wykształconych ponad górną granicą lasu w Karpatach Wschodnich, w Polsce najczęściej wiązana z Bieszczadami.
Jest to piętro roślinności o charakterze naturalnym, którego zasięg poszerzony został znacznie przez działalność człowieka (szałaśnictwo, wycinanie zarośli, krzewów i drzew, wypalanie lasu, koszenie trawy, koszarowanie, wypas owiec i bydła).
Na podstawie badań paleobotanicznych pyłków roślin oraz archeologicznych wskazano, że osadnictwo oraz wzmożona ingerencja w szatę leśną tylko techniką wypaleniskową na obszarze Bieszczadów Wysokich nastąpiła w późnej fazie kultur pradziejowych (XXII wiek p.n.e.). Na początku tego okresu pojawiają się pierwsze grupy „górali” – pasterzy, migrujących wzdłuż głównych transkarpackich szlaków komunikacyjnych. Systematyczne badania nad neolitem w Karpatach prowadzone są od kilku lat m.in. w Wetlinie przez stację badawczą Instytutu Archeologii Uniwersytetu Rzeszowskiego.

## Etymologia
Połonina jest wyrazem wschodniosłowiańskim zapożyczonym z języka rusińskiego (zachodniosłowiańska forma brzmiałaby płonina) i oznacza miejsce płone – puste, nieużyteczne, tj. nienadające się do uprawy roli. W językach południowosłowiańskich (m.in. słoweńskim i bułgarskim) słowo planina oznacza góry.

## Przykłady połonin
- Połonina Caryńska,
- Połonina Wetlińska,
- Połonina Bukowska,
- Połonina Borżawska,
- Połonina Kuk,
- Połonina Czerwona,
- Połonina Równa.